# Ступчевићи
Ступчевићи су насеље у Србији у општини Ариље у Златиборском округу. Према попису из 2022. било је 888 становника.

## Демографија
У насељу Ступчевићи живи 743 пунолетна становника, а просечна старост становништва износи 38,8 година (37,4 код мушкараца и 40,2 код жена). У насељу има 271 домаћинство, а просечан број чланова по домаћинству је 3,51.
Ово насеље је скоро у потпуности насељено Србима (према попису из 2002. године), а у последња три пописа је број становника стагнирао.
|  |

| Демографија | Демографија | Демографија |
| Година      | Становника  | Становника  |
| ----------- | ----------- | ----------- |
| 1948.       | 1.133       |             |
| 1953.       | 1.186       |             |
| 1961.       | 1.050       |             |
| 1971.       | 939         |             |
| 1981.       | 927         |             |
| 1991.       | 957         | 942         |
| 2002.       | 952         | 953         |

| Етнички састав према попису из 2002.‍ | Етнички састав према попису из 2002.‍ | Етнички састав према попису из 2002.‍ | Етнички састав према попису из 2002.‍ | Етнички састав према попису из 2002.‍ |
| ------------------------------------ | ------------------------------------ | ------------------------------------ | ------------------------------------ | ------------------------------------ |
|                                      |                                      |                                      |                                      |                                      |
| Срби                                 | Срби                                 |                                      | 948                                  | 99,57%                               |
| непознато                            | непознато                            |                                      | 4                                    | 0,42%                                |

| Година пописа     | 1948. | 1953. | 1961. | 1971. | 1981. | 1991. | 2002. |
| ----------------- | ----- | ----- | ----- | ----- | ----- | ----- | ----- |
| Број домаћинстава | 201   | 214   | 238   | 240   | 248   | 275   | 271   |

| Број чланова      | 1  | 2  | 3  | 4  | 5  | 6  | 7 | 8 | 9 | 10 и више | Просек |
| ----------------- | -- | -- | -- | -- | -- | -- | - | - | - | --------- | ------ |
| Број домаћинстава | 47 | 47 | 36 | 62 | 37 | 29 | 8 | 5 | 0 | 0         | 3,51   |

| Пол    | Укупно | Неожењен/Неудата | Ожењен/Удата | Удовац/Удовица | Разведен/Разведена | Непознато |
| ------ | ------ | ---------------- | ------------ | -------------- | ------------------ | --------- |
| Мушки  | 386    | 116              | 248          | 15             | 7                  | 0         |
| Женски | 396    | 60               | 252          | 76             | 7                  | 1         |
| УКУПНО | 782    | 176              | 500          | 91             | 14                 | 1         |

| Пол    | Укупно                    | Пољопривреда, лов и шумарство | Рибарство                            | Вађење руде и камена | Прерађивачка индустрија       |
| ------ | ------------------------- | ----------------------------- | ------------------------------------ | -------------------- | ----------------------------- |
| Мушки  | 225                       | 126                           | 0                                    | 0                    | 48                            |
| Женски | 159                       | 75                            | 0                                    | 0                    | 49                            |
| УКУПНО | 384                       | 201                           | 0                                    | 0                    | 97                            |
| Пол    | Производња и снабдевање   | Грађевинарство                | Трговина                             | Хотели и ресторани   | Саобраћај, складиштење и везе |
| Мушки  | 2                         | 8                             | 17                                   | 5                    | 9                             |
| Женски | 0                         | 1                             | 18                                   | 3                    | 1                             |
| УКУПНО | 2                         | 9                             | 35                                   | 8                    | 10                            |
| Пол    | Финансијско посредовање   | Некретнине                    | Државна управа и одбрана             | Образовање           | Здравствени и социјални рад   |
| Мушки  | 0                         | 1                             | 2                                    | 5                    | 0                             |
| Женски | 0                         | 2                             | 2                                    | 4                    | 3                             |
| УКУПНО | 0                         | 3                             | 4                                    | 9                    | 3                             |
| Пол    | Остале услужне активности | Приватна домаћинства          | Екстериторијалне организације и тела | Непознато            | Непознато                     |
| Мушки  | 1                         | 0                             | 0                                    | 1                    | 1                             |
| Женски | 0                         | 0                             | 0                                    | 1                    | 1                             |
| УКУПНО | 1                         | 0                             | 0                                    | 2                    | 2                             |